# Marijka nevěrnice
Marijka nevěrnice je československý film z roku 1933. Film byl natočen na Podkarpatské Rusi, která byla tehdy součástí Československa, režisérem Vladislavem Vančurou podle námětu Ivana Olbrachta. Scenář napsali: Karel Nový a Ivan Olbracht. Hudbu složil Bohuslav Martinů.

## Děj filmu
Do domu manželů Birčakových udeří blesk a všechno spálí do základů. Krčmář Glück si chce na spáleništi postavit hospodu. Petro Birčak odmítne krčmáři pozemek prodat. Aby si vydělal peníze na obnovu nového domova, Petro Birčak zavolá na pomoc mladého Danila a sám se vydá do hor kácet stromy. Jeho žena Marijka zůstává s Danilem o samotě a mezi nimi rychle vzplane vášeň. Petro se o tomto vztahu dozví. Během splavování klád se Petro s Danilem na voru poperou a Danilo se utopí. Krčmář mezitím manžele Birčákovi připravil o pozemek a manželé si proto postaví dům na jiném místě.

## Herci
Téměř všechny postavy ve filmu jsou neprofesionální herci. Každá postava ve filmu mluví svým vlastním jazykem (rusínštinou, češtinou, jidiš). Film byl natočen beze zvuku, po sestřihu filmu herci přijeli do Prahy, aby své postavy namluvili. Vančura navíc záměrně opustil myšlenku dabingu filmu profesionálními českými herci.
Podle vzpomínek očitých svědků, Vladislav Vančura, který do všech rolí zval neprofesionály, z řad místního obyvatelstva, dlouho nemohl najít dívku, která by odpovídala obrazu hlavní hrdinky; nakonec hlavní roli hrála obyvatelka Bystrého (ukrajinsky Verchnij Bystryj) –  Anna Šklebejová. V roce 1987 o ní lvovští dokumentaristé natočili film.
Turistu s fotoaparátem hrál Ivan Olbracht. Chavu Šafarovou, dceru židovského krčmáře Rosenthala, hrála Hana Becková (Hana Maria Pravda). Zástupce dřevařské firmy hrál Robert Ford. Sylvie Havránková hrála ženu hajného. Četníky hráli: Jiří Hořešovský a Jindřich Adolf.

## Ocenění
V roce 2010 získal film Marijka nevěrnice první cenu na Boloňském festivalu archivních a restaurovaných filmů v kategorii „Nejlepší znovuobjevený film“.